# Evan Peters
Evan Thomas Peters (Saint Louis, 20 gennaio 1987) è un attore statunitense.
Nel 2021 ha vinto il Premio Emmy come miglior attore non protagonista in una miniserie o film per la televisione per il ruolo del detective Colin Zabel nella serie drammatica Omicidio a Easttown, mentre nel 2023 ha vinto il Golden Globe per il miglior attore in una mini-serie o film per la televisione per la sua interpretazione del serial killer Jeffrey Dahmer in Dahmer - Mostro: la storia di Jeffrey Dahmer.

## Biografia
Evan Peters è nato a Saint Louis, in Missouri, figlio di Julie e Phillip Peters, ed è cresciuto nel sobborgo di Ballwin. Ha un fratello maggiore, Andrew, e una sorellastra paterna maggiore, Michelle. Nel 2001 si è trasferito con la sua famiglia a Grand Blanc, nel Michigan, dove ha cominciato a fare il modello ed ha preso lezioni di recitazione. Ha frequentato la Grand Blanc Community High School, prima di trasferirsi a Los Angeles all'età di 15 anni con sua madre per intraprendere la carriera di attore, frequentando la Burbank High School al secondo anno, ma iniziando in seguito a studiare a casa.

### Carriera

#### 2004–2010: Gli inizi
Alla sua seconda audizione, è stato scelto dal produttore Michael Picchiottino per il ruolo di Adam Sheppard nel film Clipping Adam. Nel 2004 ha recitato nel film Sleepover, ed è apparso nella serie della ABC The Days. Dal 2004 al 2005 ha avuto un ruolo ricorrente come Seth Wosmer nella prima stagione della serie Disney Channel Phil dal futuro, mentre dal 2005 al 2006 ha interpretato Jesse Varon nella serie thriller di fantascienza Invasion.
Ha poi avuto ruoli secondari nei film An American Crime (2007), Gardens of the Night (2008), Never Back Down - Mai arrendersi (2008), nel suo sequel Never Back Down - Combattimento letale (2011) e in Kick-Ass (2010). Ha anche recitato in diversi spettacoli teatrali, incluso il ruolo di Fagin in una produzione di Oliver Twist al Met Theatre. Nel 2008 ha avuto un ruolo ricorrente nel ruolo di Jack Daniels nella serie drammatica per adolescenti One Tree Hill. Inoltre, ha partecipato in serie televisive come Criminal Minds , The Mentalist, Dr. House - Medical Division e The Office.

#### 2011–presente:American Horror Story, Quicksilver eDahmer
Il ruolo che lo ha lanciato è stato quello dell'adolescente Tate Langdon nella prima stagione della serie antologica di American Horror Story. Nella seconda stagione ha interpretato Kit Walker, un uomo ingiustamente accusato di aver ucciso sua moglie, ruolo che gli è valso una nomination ai Satellite Award come miglior attore non protagonista in una miniserie o film per la televisione. Successivamente prende parte alla terza e alla quarta stagione della serie, intitolate rispettivamente Coven e Freak Show.
Nel 2013 ha recitato nella commedia indipendente Adult World, al fianco di John Cusack ed Emma Roberts. L'anno seguente veste i panni del mutante Pietro Maximoff / Quicksilver, nel film X-Men - Giorni di un futuro passato. Nel 2015 prende parte al film horror The Lazarus Effect, alla pellicola drammatica Safelight, al fianco di Juno Temple e torna nella quinta stagione di American Horror Story: Hotel. Nel 2016 torna a vestire i panni di Quicksilver nel sequel X-Men - Apocalisse, e partecipa alla sesta stagione di American Horror Story, intitolata Roanoke. Nel 2017 ottiene una candidatura ai Critics' Choice Television Award, grazie al ruolo nella settima stagione di American Horror Story, intitolata Cult.
Nel 2019 interpreta nuovamente il ruolo di Quicksilver nella pellicola X-Men: Dark Phoenix, riprendendo in seguito il ruolo nel 2021 nella serie del Marvel Cinematic Universe Wandavision. Nello stesso anno recita al fianco di Kate Winslet nella miniserie televisiva Omicidio a Easttown, con il quale si aggiudica un Premio Emmy come miglior attore non protagonista in una miniserie o film per la televisione.
Nel 2022 veste i panni del serial killer Jeffrey Dahmer nella miniserie televisiva Netflix Dahmer - Mostro: la storia di Jeffrey Dahmer, ruolo che nel 2023 gli vale il premio come miglior attore in una mini-serie o film per la televisione ai Golden Globe.

## Filmografia

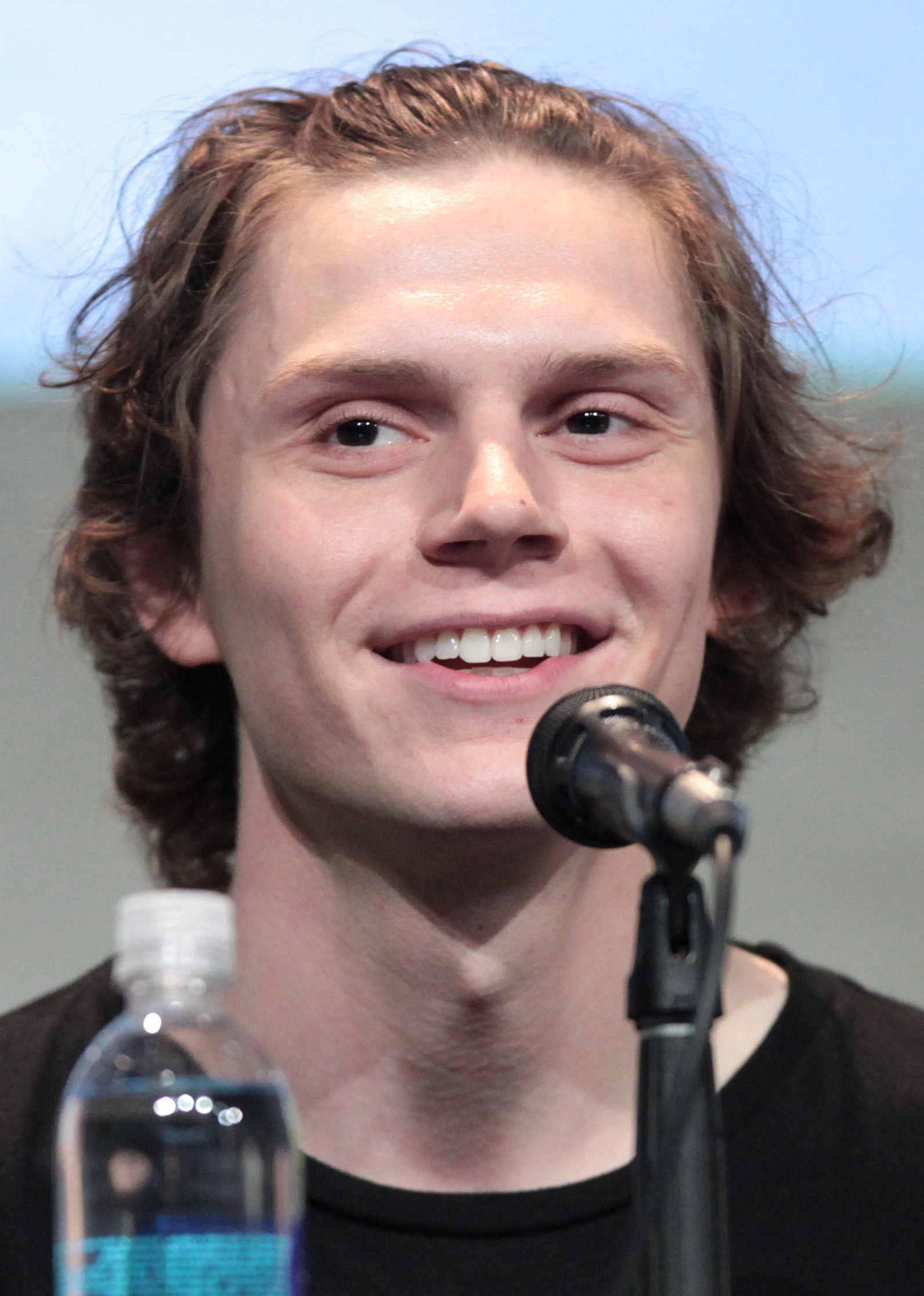
Evan Peters nel 2015

### Cinema
- Clipping Adam, regia di Michael Picchiottino (2004)
- Sleepover, regia di Joe Nussbaum (2004)
- An American Crime, regia di Tommy O'Haver (2007)
- Mama's Boy, regia di Tim Hamilton (2007) – non accreditato
- Remarkable Power, regia di Brandon Beckner (2008)
- Gardens of the Night, regia di Damian Harris (2008)
- Never Back Down - Mai arrendersi (Never Back Down), regia di Jeff Wadlow (2008)
- Kick-Ass, regia di Matthew Vaughn (2010)
- Queen, regia di Adam Rose – cortometraggio (2011)
- The Good Doctor, regia di Lance Daly (2011)
- Never Back Down - Combattimento letale (Never Back Down 2: The Beatdown), regia di Michael Jai White (2011)
- X-Men - Giorni di un futuro passato (X-Men: Days of Future Past), regia di Bryan Singer (2014) – Pietro Maximoff / Quicksilver
- Adult World, regia di Scott Coffey (2013)
- The Lazarus Effect, regia di David Gelb (2015)
- Safelight, regia di Tony Aloupis (2015)
- Elvis & Nixon, regia di Liza Johnson (2016)
- X-Men - Apocalisse (X-Men: Apocalypse), regia di Bryan Singer (2016) – Pietro Maximoff / Quicksilver
- I pirati della Somalia (The Pirates of Somalia), regia di Bryan Buckley (2017)
- Deadpool 2, regia di David Leitch (2018) – cameo; Pietro Maximoff / Quicksilver
- American Animals, regia di Bart Layton (2018)
- X-Men: Dark Phoenix (Dark Phoenix), regia di Simon Kinberg (2019) – Pietro Maximoff / Quicksilver
- I Am Woman, regia di Unjoo Moon (2019)
- Tron: Ares, regia di Joachim Rønning (2025)

### Televisione
- The Days – serie TV, 6 episodi (2004)
- Phil dal futuro (Phil of the Future) – serie TV, 5 episodi (2004-2005)
- Invasion – serie TV, 21 episodi (2005-2006)
- Dirt – serie TV, episodio 2x03 (2008)
- Senza traccia (Without a Trace) – serie TV, episodio 6x14 (2008)
- Detective Monk (Monk) – serie TV, episodio 7x02 (2008)
- Dr. House - Medical Division (House M.D.) – serie TV, episodio 5x09 (2008)
- One Tree Hill – serie TV, 6 episodi (2008-2009)
- Off the Clock – serie TV, episodio 1x02 (2009)
- Ghost Whisperer - Presenze (Ghost Whisperer) – serie TV, episodio 5x10 (2009)
- Criminal Minds – serie TV, episodio 5x16 (2010)
- The Mentalist – serie TV, episodio 2x21 (2010)
- The Office – serie TV, episodio 7x01 (2010)
- Parenthood – serie TV, episodio 2x20 (2011)
- In Plain Sight - Protezione testimoni (In Plain Sight) – serie TV, episodio 4x02 (2011)
- American Horror Story – serie TV, 100 episodi (2011-2018; 2021)
- Pose – serie TV, 8 episodi (2018)
- WandaVision, regia di Matt Shakman – miniserie TV, 4 puntate (2021) – Pietro Maximoff / Quicksilver
- Omicidio a Easttown (Mare of Easttown), regia di Craig Zobel – miniserie TV, 4 puntate (2021)
- Dahmer - Mostro: la storia di Jeffrey Dahmer (Dahmer - Monster: The Jeffrey Dahmer Story) – serie TV, 10 episodi (2022)
- Agatha All Along, regia di Jac Schaeffer, Rachel Goldberg e Gandja Monteiro – miniserie TV, puntata 1x06 (2024)

### Video musicali
- We Can't Be Friends (Wait for Your Love) di Ariana Grande

## Riconoscimenti
- Golden Globe
  - 2023 – Miglior attore in una miniserie per Dahmer - Mostro: la storia di Jeffrey Dahmer
- Satellite Award
  - 2023 – Miglior attore in un film per la televisione o miniserie per Dahmer - Mostro: la storia di Jeffrey Dahmer
  - 2022 – Candidatura per il miglior attore in un film per la televisione o miniserie per Omicidio a Easttown
  - 2012 – Candidatura per il miglior attore non protagonista in una serie, miniserie o film per la televisione per American Horror Story: Asylum[5]
- Screen Actors Guild Award
  - 2023 – Candidatura per il miglior attore in un film televisivo o mini-serie per Dahmer - Mostro: la storia di Jeffrey Dahmer
  - 2022 – Candidatura per il migliore attore in un film televisivo o mini-serie per Omicidio a Easttown
- Critics Choice Television Awards
  - 2022 – Candidatura per il miglior attore in un film per la televisione o miniserie per Omicidio a Easttown
  - 2018 – Candidatura per il miglior attore in un film per la televisione o miniserie per American Horror Story: Cult

- Premio Emmy[12]
  - 2021 – Miglior attore non protagonista in una miniserie o film per la televisione per Omicidio a Easttown
  - 2023 - Candidatura al miglior attore protagonista in una miniserie o film per la televisione per Dahmer - Mostro: la storia di Jeffrey Dahmer
- British Independent Film Awards
  - 2018 – Candidatura per il miglior attore non protagonista per American Animals

- Nickelodeon Kids' Choice Awards
  - 2017 – Blimp Award per X-Men - Apocalisse (condiviso con James McAvoy, Michael Fassbender, Jennifer Lawrence, Nicholas Hoult, Tye Sheridan, Kodi Smit-McPhee, Ben Hardy, Sophie Turner, Alexandra Shipp e Olivia Munn

- Young Artist Award
  - 2005 – Candidatura per miglior cast cinematografico per Sleepover
  - 2005 – Candidatura per miglior giovane attore per Clipping Adam

## Doppiatori italiani
Nelle versioni in italiano delle opere in cui ha recitato, Evan Peters è stato doppiato da:
- Davide Perino in Never Back Down - Mai arrendersi, Never Back Down - Combattimento letale, American Horror Story, Elvis & Nixon, American Animals, The Office, Omicidio a Easttown
- Alessandro Campaiola in X-Men - Giorni di un futuro passato, The Lazarus Effect, X-Men - Apocalisse, X-Men: Dark Phoenix, WandaVision, Agatha All Along
- Simone Crisari in Phil dal futuro
- Nanni Baldini in Sleepover
- Lorenzo De Angelis in Invasion
- Omar Vitelli in Detective Monk
- Gabriele Patriarca in One Tree Hill
- Simone Veltroni in Dr. House - Medical Division
- Flavio Aquilone in Criminal Minds
- Marco Vivio in The Mentalist
- Angelo Evangelista in Kick-Ass
- Luigi Morville in Parenthood
- Alessio Nissolino in Pose
- Emiliano Coltorti in Dahmer - Mostro: La storia di Jeffrey Dahmer

Da doppiatore è sostituito da:
- Federico Campaiola in Wish